# Marcel Leclerc
Pour les articles homonymes, voir Leclerc.
Marcel Leclerc (né le 14 août 1921 à Ajaccio et mort le 21 avril 1983 à Chassiers) est un dirigeant sportif français.
Marcel Leclerc débarque à l'OM en 1965 dans un club à reconstruire, qui évolue en deuxième division. Le propriétaire notamment d'un journal de sport (But !) amène dans les caisses vides du club un apport financier important puis demande à la mairie de Marseille une détaxe pour les matchs au Stade Vélodrome et l'octroi d'une subvention. Devant le refus de la municipalité, il quitte le Vélodrome et fait aménager le Stade de l'Huveaune où le club retrouve l'élite.
En 1969, il remporte la Coupe de France et tient sa promesse émise avant la finale en plongeant dans le Vieux-Port. Il remporte le titre de champion de France en 1971 et rentre dans l'histoire en 1972 en réalisant le premier doublé Coupe-Championnat  de l'histoire du club.
Mais en juillet 1972, Marcel Leclerc est démis de ses fonctions, accusé d'avoir détourné l'argent du club au profit de ses entreprises de presse. Il se représente aux élections législatives de 1973 dans la Cinquième circonscription des Bouches-du-Rhône, il effectue une campagne sur son retour à la tête de l'OM en cas de victoire. Il obtient la cinquième position avec 5 % des voix au premier tour,.
Marcel Leclerc repose dans le petit cimetière de Chassiers près de Largentière en Ardèche.